# Gortyna xanthenes
Gortyna xanthenes is een vlinder uit de familie uilen (Noctuidae). De wetenschappelijke naam is voor het eerst geldig gepubliceerd in 1842 door Germar.
De soort komt voor in Europa.